# Ophrys aymoninii
Ophrys aymoninii is een Europese orchidee die uitsluitend voorkomt in de Causses. De status van het taxon als soort in onzeker. Veel botanici en het overzicht van planten van Kew Gardens, beschouwen het als een ondersoort van de vliegenorchis (Ophrys insectifera).

## Naamgeving enetymologie
- Synoniem: Ophrys insectifera subsp. aymoninii Breistroffer (1981)
- Frans: Ophrys d'Aymonin, ophrys mouche des Causses
- Engels: Early fly orchid
- Duits: Aymonins Ragwurz

De soortaanduiding in de botanische naam, aymoninii, eert de Franse botanicus Gérard-Guy Aymonin (1934-2014).

## Kenmerken

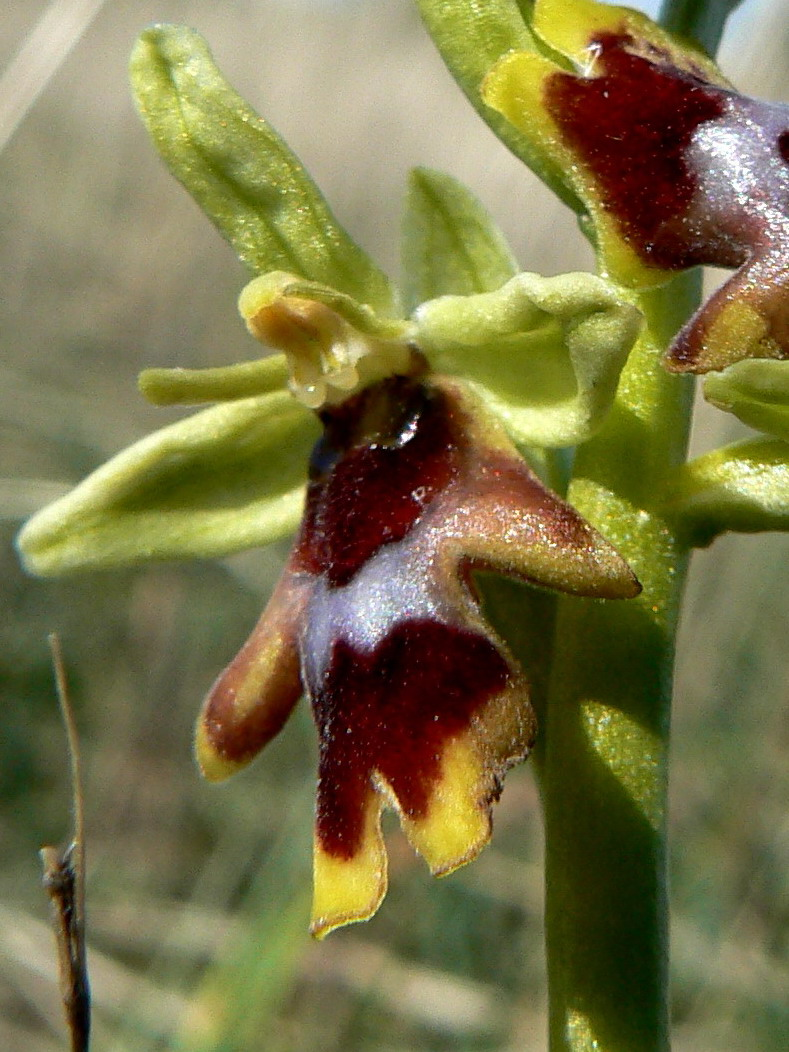
Detail bloem

Deze soort lijkt in de meeste opzichten op de gewone vliegenorchis (Ophrys insectifera). De voornaamste verschillen zijn de bloemen waar meer geel in zit. De lip is breder dan bij de vliegenorchis, heeft een brede gele rand en een blauw speculum. Ook het gynostemium is geel, net als de bovenste kelkbladen of petalen. Er is geen aanhangseltje.

## Habitat
De soort geeft net als de gewone vliegenorchis de voorkeur aan kalkrijke, vochtige of droge bodems op zonnige plaatsen, zoals kalkgraslanden, bermen, lichte bossen en kreupelhout. In middelgebergte komt de plant voor van 500–1000 m.

## Voorkomen
De soort is endemisch in de zuidelijke Causses (Centraal Massief). De plant is er zeldzaam en komt er plaatselijk voor.

## Verwantschap en gelijkende soorten
De plant lijkt sterk op de gewone vliegenorchis (Ophrys insectifera), zodat ze door sommige taxonomen zelfs als een ondersoort wordt beschouwd als Ophrys insectifera subsp. aymoninii. Daarbij komen er op de Causses ook nog tussenvormen voor, wat het onderscheid nog moeilijker maakt. Het duidelijkste verschilpunt zijn de petalen en het gynostemium, die bij Ophrys aymoninii steeds geel zijn, bij Ophrys insectifera bruin.
Ophrys aymoninii vormt samen met Ophrys insectifera en een derde soort, Ophrys subinsectifera, een monofyletische groep binnen het geslacht Ophrys. Daarbij zou Ophrys insectifera de gemeenschappelijke voorouder van deze groep zijn.

## Bedreiging en bescherming
De soort is beschermd.